# Етикетознавство
Етикетознавство (фр. etiguette — ярлик, правила поведінки, церемоніал) вивчає загальні та конкретні правила, кодекс поведінки людей у суспільстві, зовнішні прояви етики, моралі, дотримання усталених норм, принципів та умовностей, історично вироблених і прийнятих у людському співтоваристві; досліджує церемоніал та регламентацію проведення окремих процедур і ритуалів, які передбачають установлений порядок стосунків між людьми.

## Види етикету
Розрізняють декілька видів етикету та форм його прояву:
- придворний етикет — чітко регламентований порядок і форма поводження, поведінки при монарших дворах;
- дипломатичний етикет (протокол) — сукупність загальноприйнятих норм, традицій, порядку, що їх дотримуються уряди, відомства закордонних справ, дипломатичні представництва у міжнародних стосунках. Регулює процес спілкування представників дипломатичного корпусу різних країн у залежності від посадового статусу тих чи інших осіб, визначає різновиди їхньої поведінки на офіційних прийомах, зустрічах, переговорах, раутах, самітах, тощо відповідно до визначених міжнародних правил, яких суворо дотримуються;
- військовий етикет — регламентує спілкування (відносини, взаємостосунки тощо) офіцерів і солдатів на службі та у громадських місцях відповідно до вимог військового статуту;
- загальногромадський етикет — сукупність правил і традицій, що ними користуються громадяни у повсякденному житті при спілкуванні один з одним. Останній в свою чергу включає в себе кілька складових: 
  - сімейно-побутовий — регулює взаємовідносини між членами родини (дружиною і чоловіком, старшими і молодшими представниками роду, дітей та батьків); 
  - мовний — обумовлює стиль мовного спілкування згідно із виробленими суспільними нормами і правилами поведінки в різних ситуаціях; 
  - службовий — вивчає зовнішні прояви поведінки керівника та підлеглого, стиль спілкування колег по роботі тощо.

Окремим елементом етикету є манери, які виявляються умінні поводитися належним чином відповідно до конкретних умов, в яких опинилася людина.

## Історія формування етикету
Історія формування етикету у різних країнах відповідає історично виробленим нормам спілкування між людьми. Місцем зародження етикетних норм вважається Схід. У китайців та японців досі спостерігається традиційна повага до складного церемоніалу (у Стародавньому Китаї налічувалися понад 30 тис. різних видів церемоніалу). Етикет сприяв розвитку та становленню культури, традиції якої передавалися у спадок від покоління до покоління.
Історичний досвід спілкування людей між собою доводить, що етикет потрібно вивчати змалку. Ще у стародавній Греції філософи вчили своїх учнів стриманості і поміркованості як найвищим проявам добропорядності.
Законодавці сучасного етикету — англійці — вважають, що справжня ввічливість скрізь однакова, і гарні манери визначаються здоровим глуздом і добросердям, прагнення зрозуміти вчинки людей, які належать до різних верств населення населення, культур, релігій, мають різні політичні погляди й переконання тощо.
Етикет завжди визначався певним укладом життя народу, суспільства, соціальної верстви.
Питаннями вивчення еволюції етикету якраз і займається етикетологія.